# Coroner
Coroner — швейцарський треш-метал гурт із Цюриха, заснований у 1983 році, більш відомий за складом, сформованим у 1985 році. За межами Європи вони привернули відносно мало уваги і не мали популярності. Гурт розпався в 1996 році, але відновив діяльність через 14 років. З 2011 року гурт виступав на багатьох концертних майданчиках і фестивалях по всьому світу, а станом на 2023 рік гурт працює над своїм першим студійним альбомом за понад три десятиліття.
Музика Coroner поєднує в собі елементи трешу, класичної музики, авангардної музики, прогресивного року, джазу та індустріального металу з відповідним грубим вокалом. З їхнім дедалі складнішим трешем, наповненим прогресивним роком, їх називають «Rush треш-металу», а разом із Voivod і Watchtower, гурт вважається піонером у піджанрі «технічного треш-металу» (також іноді називають «прогресивний треш-метал») протягом середини-кінця 1980-х. Згодом звук Coroner прогресував, а продюсування стало більш витонченим, що призвело до більш прогресивних альбомів No More Color (1989), Mental Vortex (1991) і Grin (1993).

## Історія

Коронер наприкінці 1980-х. Зліва направо: Рон Бродер (Рон Ройс), Томмі Веттерлі (Томмі Т. Барон) і Маркі Едельман (Маркіз Маркі)

Швейцарське треш-тріо Coroner спочатку було туровою командою іншого відомого гурту з Цюриха — Celtic Frost. Згодом вони написали свої власні пісні і записали своє демо Death Cult у 1986 році з Томом Варріором із Celtic Frost на вокалі. На їхньому першому повноформатному альбомі R.I.P., який вийшов у 1987 році вже басист Рон Бродер був вокаліст і виконував цю роль до кінця існування групи. Значення назви гурту Coroner пов'язане з короною або офіцером корони, який згадується в деяких їхніх піснях.
Протягом наступного десятиліття Coroner випустив ще чотири альбоми: Punishment for Decadence (1988), No More Color (1989), Mental Vortex (1991) і Grin (1993), а також альбом компіляцію Coroner (1995), який також містив деякі нові і невидані раніше треки. Кожен реліз був схвалений як критиками, так і публікою. Крім того, що вони невпинно гастролювали понад півдесятка років (включаючи США три рази), і всі їхні музичні кліпи транслювалися на MTV Headbangers Ball («Masked Jackal», «Last Entertainment» і кавер-версія The Beatles «I Want You (She's So Heavy)», Коронер не досяг великого комерційного успіху, що сприяло повільному розпаду гурту в середині 1990-х. Coroner офіційно розпалися після прощального туру, який став наслідком їх однойменного альбому в січні та лютому 1996 року.

### Відновлення діяльності
Спроби відновити діяльність були у 2005 році, але виявилися невдалими. У червні 2010 року Coroner оголосив, що вони відновлять діяльність для виступів на Maryland Deathfest, Hellfest і Bloodstock Open Air. Групу запитали, чи планують вони записати новий альбом. Гітарист Томмі Веттерлі відповів: "Ви знаєте, створювати новий альбом якось складно… (Пауза) Ну, ніколи не знаєш. Можливо, після чотирьох чи п'яти концертів ми почнемо це і скажемо: «Гей! Давайте зробимо альбом!' Ніхто не знає, що буде. У нас немає генерального плану».
12 лютого 2014 року барабанщик Маркі Едельманн оголосив, що покине Coroner наприкінці місяця, посилаючись на відсутність інтересу до нового матеріалу, на відміну від Бродера та Веттерлі. 24 травня 2014 року Дієго Рапакк'єтті було оголошено новим барабанщиком Coroner.
У листопаді 2020 року почалася робота над офіційною біографією гурту. Ця книга, написана письменницею Крісіндою Лі Еверітт, спиратиметься на численні міжнародні джерела в пресі з 1986 року до теперішнього часу та не менш суттєві особисті інтерв'ю з Маркі Едельманном, Роном Бродером і Томмі Веттерлі, а також музикантами, продюсерами, промоутерами, менеджерами, безліччю попутників і фанами. Станом на 2022 рік книга представлена в Instagram і Facebook, де шанувальники можуть бути в курсі її прогресу.

## Учасники гурту
| Current - Ron Broder (as Ron Royce) — bass, lead vocals (1985–1996, 2010–present) - Tommy Vetterli (as Tommy T. Baron) — guitars, backing vocals (1985–1996, 2010–present) - Diego Rapacchietti — drums (2014–present) | Former - Pete Attinger — vocals (1983–1984) - Phil Puzctai — bass (1983–1984) - Tommy Ritter — guitars (1983–1984) - Oliver Amberg — guitars (1984–1985) - René Schmidt — guitars (1986) - Marky Edelmann (as Marquis Marky) — drums (1983–1996, 2010–2014) |

Станом на 2014 рік у Coroner не залишилося жодного члена-засновника, оскільки барабанщик-засновник Маркіз Маркі того ж року залишив гурт після 31-річної діяльності в гурті. Басист/вокаліст Рон Ройс і гітарист Томмі Т. Барон були єдиними постійними учасниками Coroner з 1985 року.

## Дискографія
| - R.I.P. (1987) - Punishment for Decadence (1988) - No More Color (1989) - Mental Vortex (1991) - Grin (1993) - Coroner (1995) - The Unknown: Unreleased Tracks 1985–95 (1996) Includes two demo tracks, two remixes, the soundtrack for an unreleased documentary, and a record of one of their last concerts before the reunion. | - «Die By My Hand» (1989) - «Purple Haze» (1989) - «I Want You (She's So Heavy)» (1991) - Depth of Hell (1983) - Death Cult (1986) - R.I.P. demo (1987) - Punishment for Decadence (1988) |

## Відеознімання
- No More Color Tour '90: Live in East Berlin (1990, VHS/LaserDisc)
- «Masked Jackal» (music video)
- «Last Entertainment» (music video)
- «I Want You (She's So Heavy)» (music video)